# Ъптън (окръг, Тексас)
Окръг Ъптън (на английски: Upton County) е окръг в щата Тексас, Съединени американски щати. Площта му е 3217 km², а населението - 3404 души (2000). Административен център е град Ранкин.